# Tasimeltéon
Tasimelteon, vendu sous le nom Hetlioz, est un médicament approuvé par la Food and Drug Administration (FDA) des États-Unis en janvier 2014, pour le traitement du syndrome hypernycthéméral. En juin 2014, l'Agence européenne des médicaments (EMA) a accepté une demande d'autorisation dans l'UE pour le tasimeltéon et en juillet 2015, le médicament a été approuvé pour le traitement du syndrome hypernycthéméral chez les adultes aveugles, mais pas dans le cas plus rare du syndrome hypernycthéméral chez les personnes voyantes.
Les effets secondaires les plus courants sont les maux de tête, la somnolence, les nausées (sensation de malaise) et les étourdissements.